# 松塚隆史
松塚 隆史（まつづか たかし）は、北海道函館市出身の映画美術装飾、美術デザイン、美術監督である。日本映画学校（現・日本映画大学）卒業。

## 主な作品

### 映画
- 『バーバー吉野』（2003年、荻上直子監督）
- 『NOEL ノエル』（2003年、梨木友徳監督）
- 『犬猫』（2004年、井口奈己監督）
- 『Believer ビリーバー』（2004年、多胡由章監督）
- 『濡れた赫い糸』（2005年、望月六郎監督）
- 『14歳』（2006年、廣末哲万監督）
- 『ラブレター 蒼恋歌』（2006年、丹野雅仁監督）
- 『FM89.3MHz』（2007年、仰木豊監督）
- 『パーク アンド ラブホテル』（2007年、熊坂出監督）
- 『観察 永遠に君を見つめて』（2007年、横井健司監督）
- 『ひぐらしのなく頃に』（2007年、及川中監督）
- 『きみにしか聞こえない』（2007年、荻島達也監督）
- 『ガチバン』（2008年、城定秀夫監督）
- 『愛のむきだし』（2008年、園子温監督）
- 『ひぐらしのなく頃に　誓』（2009年、及川中監督）
- 『冷たい熱帯魚』（2010年、園子温監督）
- 『かずら』（2010年、塚本連平監督）
- 『ヒミズ』（2011年、園子温監督）
- 『ふがいない僕は空を見た』（2012年、タナダユキ監督）
- 『希望の国』（2012年、園子温監督）
- 『コドモ警察』（2013年、福田雄一監督）
- 『HK 変態仮面』（2013年、福田雄一監督）
- 『俺はまだ本気出してないだけ』（2013年、福田雄一監督）
- 『幼獣マメシバ』（2014年、亀井亨監督）
- 『リアル鬼ごっこ』（2015年、園子温監督）
- 『スキマスキ』（2015年、吉田浩太監督）
- 『無垢の祈り』（2016年、亀井亨監督）
- 『アンチポルノ』（2016年、園子温監督）
- 『暗黒女子』（2017年、耶雲哉治監督）
- 『ビジランテ』（2017年、入江悠監督）
- 『バードソング』（2017年、ヘンドリック・ウィレミンス監督）
- 『愛の病』（2018年、吉田浩太監督）
- 『超・少年探偵団NEO -Beginning-』（2019年、芦塚慎太郎監督）
- 『岬の兄妹』（2019年、片山慎三監督）
- 『セカイイチオイシイ水〜マロンパティの涙』（2019年、目黒啓太監督）
- 『小説の神様 君としか描けない物語』（2020年、久保茂昭監督）
- 『まともじゃないのは君も一緒』（2021年、前田弘二監督）
- 『さがす』（2022年、片山慎三監督）
- 『ツーアウトフルベース』（2022年、藤澤浩和監督）
- 『オカルトの森へようこそ THE MOVIE』（2022年、白石晃士監督）
- 『夜、鳥たちが啼く』（2022年、城定秀夫監督）
- 『探偵マリコの生涯で一番悲惨な日』（2022年、内田英治 片山慎三監督）

### テレビドラマ・配信ドラマ
- NTV『東京ぬけ道ガール』（原作・企画　2002年）
- NTV『東京ぬけ道ガールリターンズ』（原作・企画　2002年）
- TX『URAKARA』（美術　2011年）
- MBS『コドモ警察』（美術　2012年）
- TX『みんな!エスパーだよ!』（美術　2013年）
- NHK『アイアングランマ』（美術　2015年）
- Amazon『東京ヴァンパイアホテル』（美術　2017年）
- NHK『男の操』（美術　2017年）
- Netflix『愛なき森で叫べ』（美術　2019年）
- WOWOW『さまよう刃』（美術　2020年）
- WOWOW『オカルトの森へようこそ』（美術　2022年）
- Disney＋『ガンニバル』（装飾　2022年）